# Hausvogteiplatz (metrostation)
Hausvogteiplatz is een station van de metro van Berlijn, gelegen onder het gelijknamige plein en de Taubenstraße in Berlin-Mitte, iets ten oosten van de Gendarmenmarkt. Het metrostation opende op 1 oktober 1908, toen het stamtracé van de Berlijnse metro verlengd werd naar het stadscentrum. Tegenwoordig is het station onderdeel van lijn U2.
Station Hausvogteiplatz beschikt over een eilandperron en ligt direct onder het straatniveau. De afstand tot het naburige station Stadtmitte bedraagt slechts 385 meter.

## Geschiedenis
In de oorspronkelijke plannen voor de centrumlijn was geen station aan de Hausvogteiplatz voorzien. De Hochbahngesellschaft wilde de lijn van de Leipziger Platz naar de Spittelmarkt zuidelijker aanleggen, onder de Leipziger Straße. Deze in rechte lijn verlopende route was het kortst, maar de Große Berliner Straßenbahn, die tramlijnen over deze straat bedreef, dreigde met schadeclaims en trok samen met het stadsbestuur, dat vreesde voor schade aan de straat en overlast, ten strijde tegen dit plan. Na overhandelingen besloot men daarom de lijn noordelijker aan te leggen, via de Mohrenstraße, de Gendarmenmarkt, de Hausvogteiplatz en de Niederwallstraße. Dit leverde een bochtig tracé op, met negatieve gevolgen voor de snelheid van de treinen. Zo bevindt zich ten westen van station Hausvogteiplatz een bijzonder scherpe S-bocht en ligt ook het station zelf in een lichte kromming.

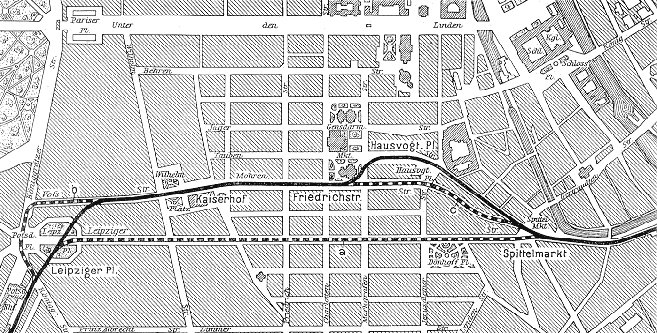
Tracévarianten in het stadscentrum

De aanleg van het twee kilometer lange tunneltraject tot het voorlopige eindpunt Spittelmarkt begon op 15 december 1905. Op 1 oktober 1908 werd station Hausvogteiplatz samen met drie andere nieuwe metrostations geopend. Al deze stations werden ontworpen door de huisarchitect van de Hochbahngesellschaft, Alfred Grenander.
De perronhal van station Hausvogteiplatz kreeg een basaal uiterlijk met een betonnen dak en stalen steunpilaren. De herkenningskleur van het station kwam tot uiting in de gele omlijsting van de stationsborden en een gele band in de verder wit betegelde wanden. Ook de kiosken op het perron kregen een gele bekleding. Aan beide uiteinden van het perron werden uitgangen naar de straat gecreëerd. Vanwege de krappe ruimte bovengronds is het station bijzonder smal aangelegd en is de perronhal slechts 5,95 meter breed. Omdat er geen plaats was voor loketten en dienstruimtes bouwde men bij de oostelijke uitgang op de Hausvogteiplatz een zeshoekig lokethuisje.
In 1912 was het station enige dagen gesloten, nadat de tunnel door een lek nabij de Inselbrücke onder water was komen te staan.
Tijdens de Tweede Wereldoorlog leed station Hausvogteiplatz ernstige schade. Bij een luchtaanval op Berlijn op 3 februari 1945 werden de oostelijke ingang en het lokettenhuisje volledig verwoest. Hierna zouden er gedurende de oorlog geen treinen meer over de centrumlijn rijden. De situatie verergerde nog in mei 1945, toen de Noord-zuidtunnel van de S-Bahn ter hoogte van het Landwehrkanaal werd opgeblazen en onder water kwam te staan. Via een voetgangerstunnel in station Friedrichstraße bereikte het water ook het metronetwerk. Bijna een miljoen kubieke meter water verspreidde zich vervolgens door de tunnels en het traject Alexanderplatz - Potsdamer Platz overstroomde volledig.

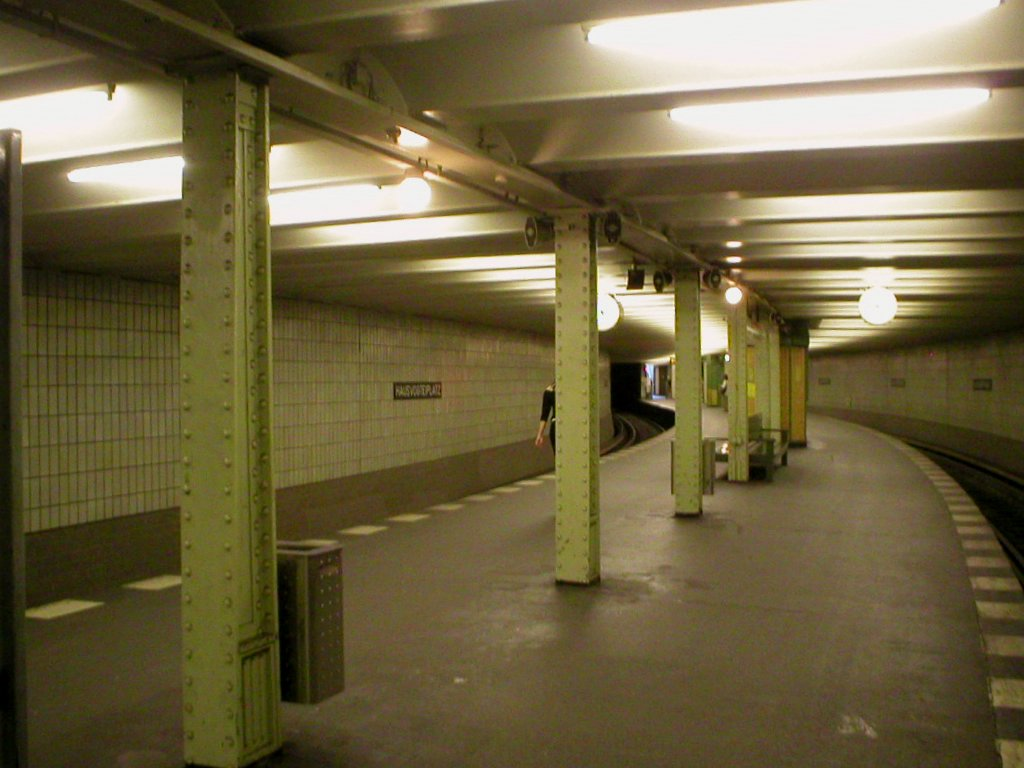
Perronhal

Na het einde van de oorlog werd de tunnel leeggepompt, maar station Hausvogteiplatz was te zwaar beschadigd om meteen weer in dienst te komen. Een aantal jaren reden de treinen het station zonder te stoppen voorbij. Door een gebrek aan bouwmaterialen konden de herstelwerkzaamheden aan het metrostation pas in 1948 beginnen. Op 7 januari 1950 kwam station Hausvogteiplatz, inmiddels gelegen in Oost-Berlijn, uiteindelijk weer in bedrijf. Het lokettenhuisje op het plein werd echter niet herbouwd.
In de jaren 1970 onderging het station een uitgebreide renovatie. De oorspronkelijk wit-gele wandbekleding werd verwijderd en vervangen door grijze tegels. Alleen de kiosken op het perron behielden hun originele uiterlijk.
In 1998 werd de oostelijke toegang in zijn oorspronkelijke toestand hersteld, echter nog altijd zonder het lokettenhuisje. Bij de bouw van het nabije nieuwe ministerie van Buitenlandse Zaken kondigde het stadsvervoerbedrijf BVG aan dat de naam van station Hauvogteiplatz de toevoeging Auswärtiges Amt zou krijgen, maar deze hernoeming ging niet door.

## Restauratie
Sinds 2003 worden de stations op het centrale deel van de U2 (Stadtmitte - Alexanderplatz) in hun oorspronkelijke staat teruggebracht. De reclameborden in station Hausvogteiplatz, een beschermd monument, zijn reeds vervangen door historische afbeeldingen van Berlijn, maar voor de volledige restauratie van het metrostation is nog geen termijn bekend.
Vanwege het geringe belang van het station zal er pas na 2010 een lift ingebouwd worden.

## Historische foto's

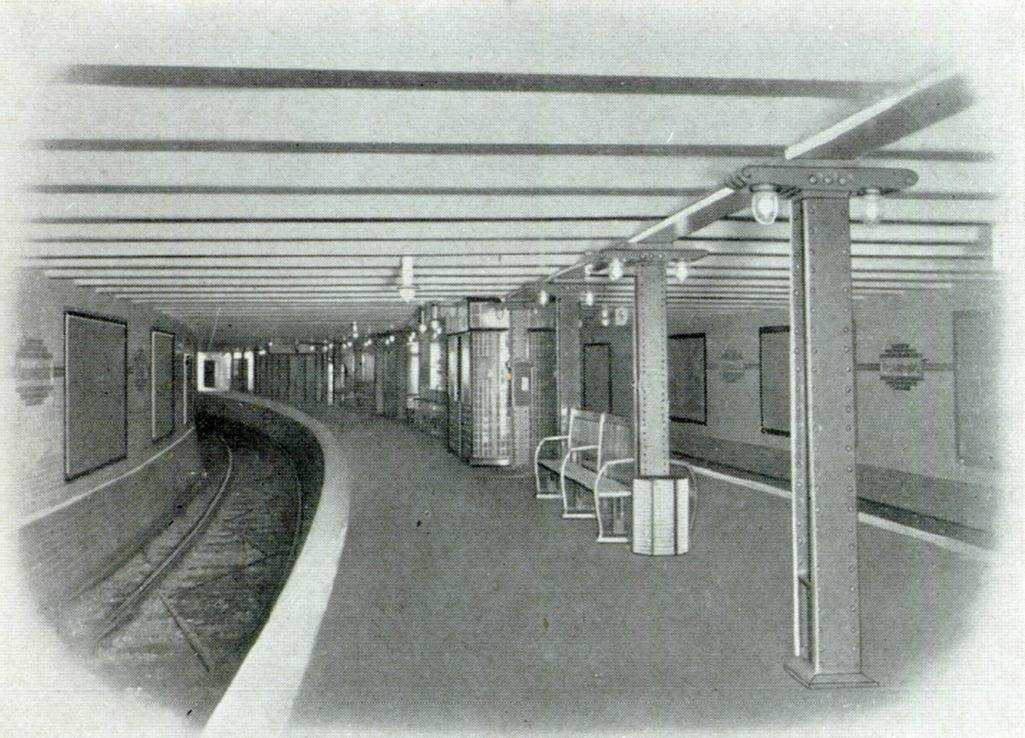
Perron in het openingsjaar 1908
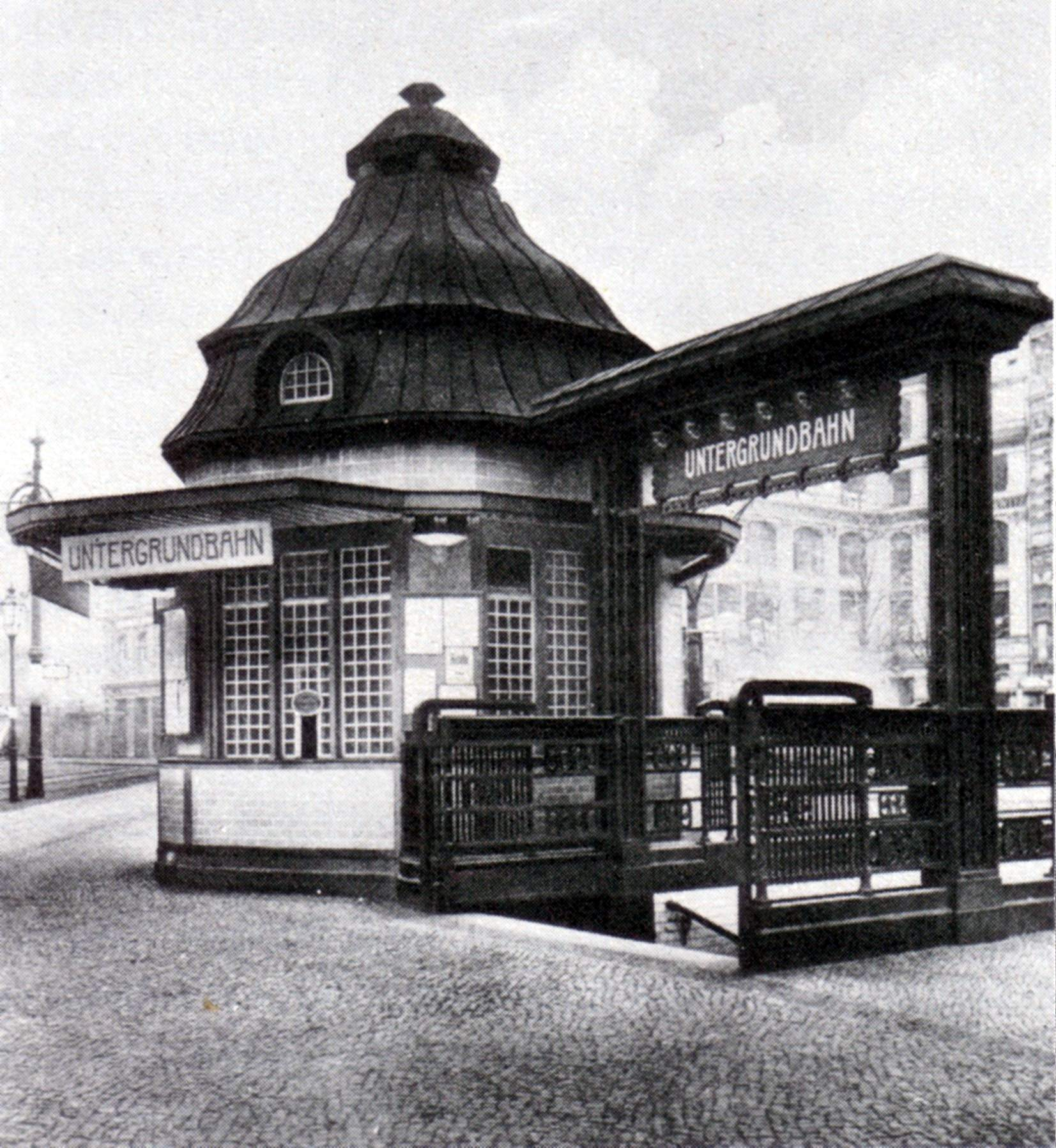
Toegang met loket op de Hausvogteiplatz, 1908